# Adelino Gomes

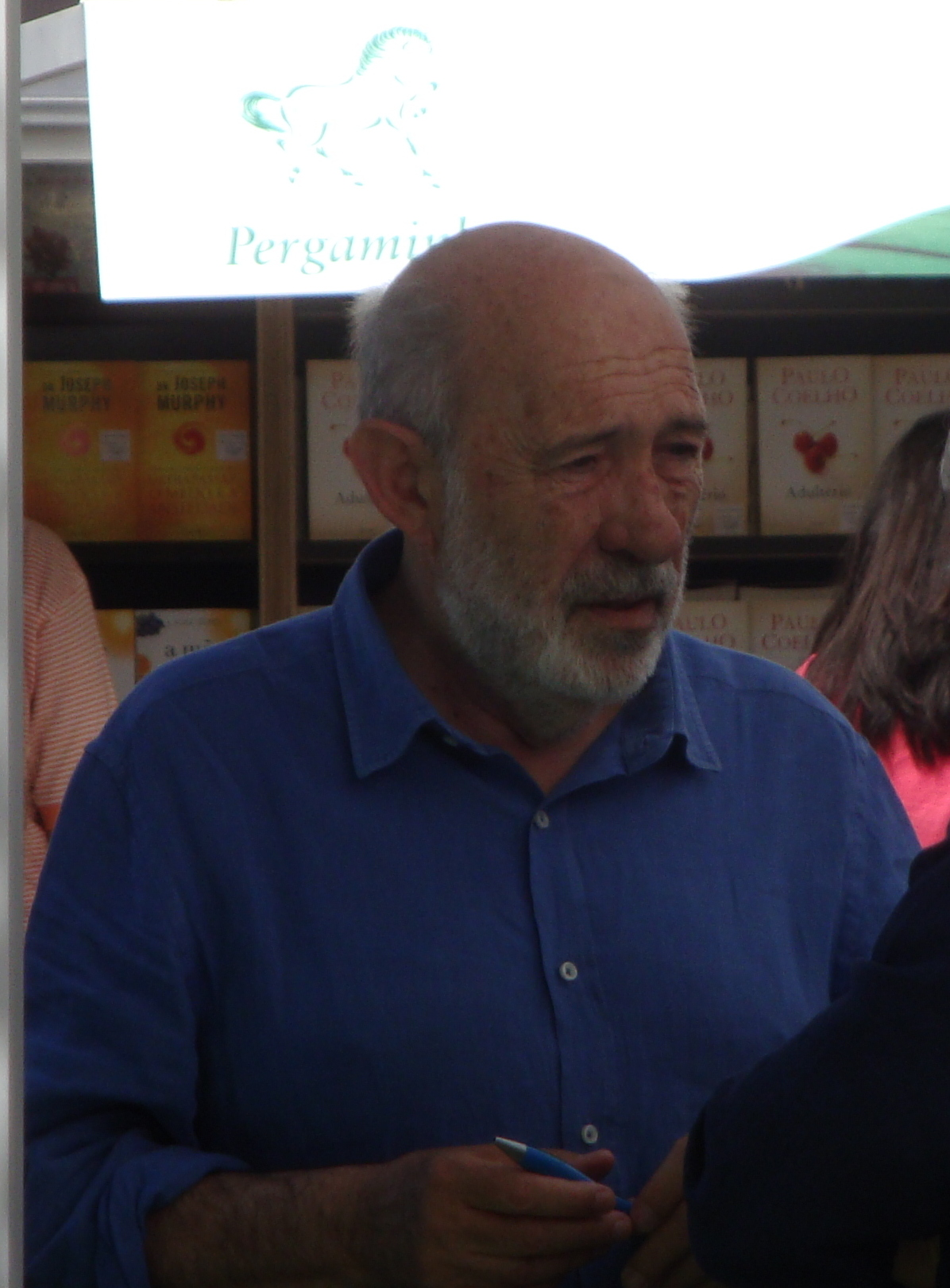
Adelino Gomes (2008)

Adelino Clemente Gomes (* 10. August 1944 in Marrazes, Portugal) ist ein portugiesischer Journalist und Autor. Er wurde unter anderem als Radioreporter der Nelkenrevolution vom 25. April 1974 bekannt.

## Werdegang
An der Universität Lissabon studierte Gomes einige Semester Recht und Philosophie. 1966 besuchte er einen Journalismuskurs der portugiesischen Zeitung Diário Popular, 1968 den Kurs des Nationalen Journalistenverbandes und 1979 einen Kurs für Radiojournalismus. Zuvor war er vor der fehlenden Pressefreiheit außer Landes geflohen, 1973 jedoch wieder zurückgekehrt und erlebte das Ende der Estado-Novo-Diktatur am Morgen des 25. April 1974 an vorderster Front als Radioreporter, trotz Berufsverbot und als einer der sehr wenigen, phasenweise einzigem Radioreporter vor Ort. Seine über neun Stunden eingefangenen Reportagen der Vorgänge sind bis heute wichtige Tondokumente zur Nelkenrevolution.
Gomes unterrichtete danach selbst an der Schule für Soziale Medien (1975–1981), an der Journalismusschule Porto (1986) und an der Autonomen Universität Lissabon (1992–2002).
Von 1966 bis 1989 arbeitete Gomes beim Rádio Clube Português. Von Juni bis Oktober 1974 war er der gewählte Chefredakteur. Außerdem war er tätig für Rádio Renascença (1971/1972), der portugiesischen Sektion der Deutschen Welle und Radiodifusão Portuguesa RDP (hier als Direktor für Information von Dezember 1995 bis Juli 1997). Bei RDP moderierte Gomes in den frühen 1980er-Jahren das Morgenprogramm. Außerdem war er in 1975/1976 bei der Nachrichtenredaktion von Rádio e Televisão de Portugal RTP. Hier arbeitete er als Korrespondent in Angola zu Beginn des Bürgerkriegs und in Portugiesisch-Timor nach dem Ende des dortigen Bürgerkriegs 1975. Gomes traf am 8. Oktober 1975 in Portugiesisch-Timor ein. Sein Reisepass zeigt einen Stempel der FRETILIN, die die Macht in der Kolonie übernommen hatte. Der Reisepass befindet sich nun im Archiv & Museum des timoresischen Widerstands in Dili. Gomes berichtete auch von den indonesischen Einfällen im Grenzgebiet. 1982 besuchte Gomes das inzwischen von Indonesien besetzte Osttimor und berichtete unter anderem von den auf der kleinen Insel Atauro internierten Menschen. Nach der Radiozeit war er Chefredakteur bei Público und von 1998 bis 2000 deren stellvertretender Direktor.
Gomes war Koordinator des II. (1986) und Mitglied des Schreibkomitees des III. Kongresses portugiesischer Journalisten (1998).

## Sonstiges
Gomes ist verheiratet und hat zwei Kinder.
Seit dem 10. Juni 1991 ist Gomes Träger des Orden des Infanten Dom Henrique (Komtur). 2015 erhielt Gomes von Osttimors Präsidenten Taur Matan Ruak die Medal des Ordem de Timor-Leste. Die Verleihung fand am 20. Mai 2015, zum 13. Unabhängigkeitstag Osttimors statt.

## Veröffentlichungen
- O 25 de Abril de 1974 — 76 fotografias e um retrato mit Alfredo Cunha, 1999
- Carlos Gil – Um fotógrafo na Revolução, 2004.
- As Flores nascem na Prisão, Timor-Leste – ano 1, 2004.
- Os Dias Loucos do PREC mit José Pedro Castanheira, 2006.
- Portugal 2020, mit José Vítor Malheiros und Teresa de Sousa, 1998.[1]